# Podstawkodrzewek błękitnawy
Podstawkodrzewek błękitnawy (Basidiodendron caesiocinereum (Höhn. & Litsch.) Luck-Allen) – gatunek grzybów z rzędu uszakowców (Auriculariales).

## Systematyka i nazewnictwo
Pozycja w klasyfikacji według Index Fungorum: Incertae sedis, Auriculariales, Auriculariomycetidae, Agaricomycetes, Agaricomycotina, Basidiomycota, Fungi.
Po raz pierwszy zdiagnozowali go w 1908 r. Franz von Höhnel i Viktor Litschauer nadając mu nazwę Corticium caesicinereum. Obecną, uznaną przez Index Fungorum nazwę nadał mu Luck-Allen w 1963 r.
Synonimy:
- Bourdotia caesiocinerea (Höhn. & Litsch.) Bourdot & Galzin ex S. Lundell 1954
- Bourdotia caesiocinerea (Höhn. & Litsch.) Bourdot & Galzin ex Pilát & Lindtner 1938
- Bourdotia caesiocinerea (Höhn. & Litsch.) Bourdot & Galzin ex S. Lundell 1954 var. caesiocinerea
- Bourdotia caesiocinerea var. trachyspora Bourdot & Galzin 1938
- Bourdotia cinerella Bourdot & Galzin 1920
- Bourdotia cinerella Bourdot & Galzin 1920 var. cinerella
- Corticium caesiocinereum Höhn. & Litsch. 1908
- Gloeocystidium caesiocinereum (Höhn. & Litsch.) Bourdot & Galzin 1913
- Sebacina caesiocinerea (Höhn. & Litsch.) D.P. Rogers 1935

Nazwę polską zaproponował w 2003 r. Władysław Wojewoda, wcześniej (w 1977 r.) używał nazwy suchodrzewek błękitnawy.

## Morfologia
Owocnik
Rozpostarty i całą powierzchnią przylegający do podłoża, bardzo cienki, woskowaty, o barwie od białej do jasnoszarej z niebieskim odcieniem. Początkowo w postaci drobnych plamek, które rozrastając się zlewają się z sobą tworząc owocnik zajmujący często duże powierzchnie. Obrzeże rozrzedzone, jaśniejsze.
Cechy mikroskopowe
Strzępki o średnicy 3 μm. Podstawki owalne, o rozmiarach 12–21 × 6–8 μm, z 2,2 lub 4 sterygmami o długości 4,5–7 μm. Liczne gleocystydy z zawartością początkowo niemal hialinową, potem żółtawą. Mają rozmiary 15–45 × 4,5–6 μm i zmienny kształt. Czasami zakończone są białą żywiczną główką o średnicy 6–8 μm. Zarodniki kuliste, z krótko obciętą podstawą, hialinowe, bardzo drobno chropowate, o średnicy 5–9 μm, z jedną gutulą.

## Występowanie
Znane jest jego występowanie w Ameryce Północnej, Europie i Nowej Zelandii. W Europie jest szeroko rozprzestrzeniony – od Hiszpanii po północne wybrzeża Półwyspu Skandynawskiego, brak go w Anglii, Irlandii i Islandii. W Polsce dość częsty.
Nadrzewny grzyb saprotroficzny. Występuje w lasach, rzadziej w parkach na martwym drewnie, czasami także na drewnie spaleniskowym. Rozwija się na mocno już spróchniałym drewnie, na pniakach, opadłych gałęziach i leżących na ziemi pniach drzew, zarówno liściastych, jak iglastych. W Polsce notowany na drewnie jodły, świerka, sosny i dębu.